# Concierto para piano (Dvořák)

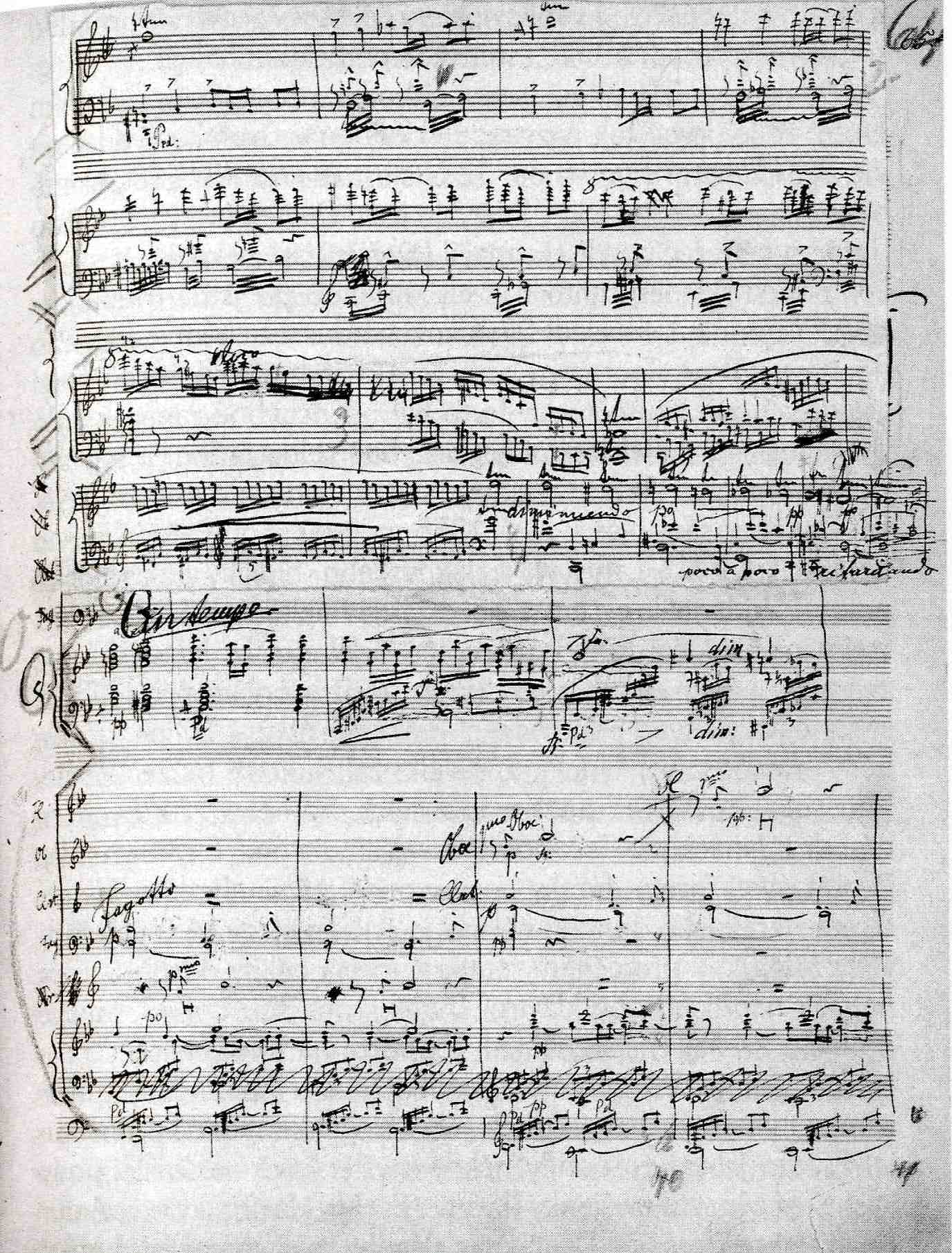
Página del Concierto para piano, op. 33.

El Concierto para piano y orquesta en sol menor, op. 33, es el único concierto para piano de Antonín Dvořák. Escrito en 1876, fue el primero de los tres conciertos que completó, seguido del Concierto para violín, op. 53 de 1879 y el Concierto para violonchelo, op. 104, escrito en 1894-1895. El concierto para piano es probablemente el menos conocido y menos interpretado de sus conciertos.
Según el crítico musical Harold C. Schonberg, Dvořák escribió «un atractivo Concierto para piano en sol menor con una parte de piano bastante ineficaz, un hermoso Concierto para violín en la menor y un supremo Concierto para violonchelo en si menor».

## Historia

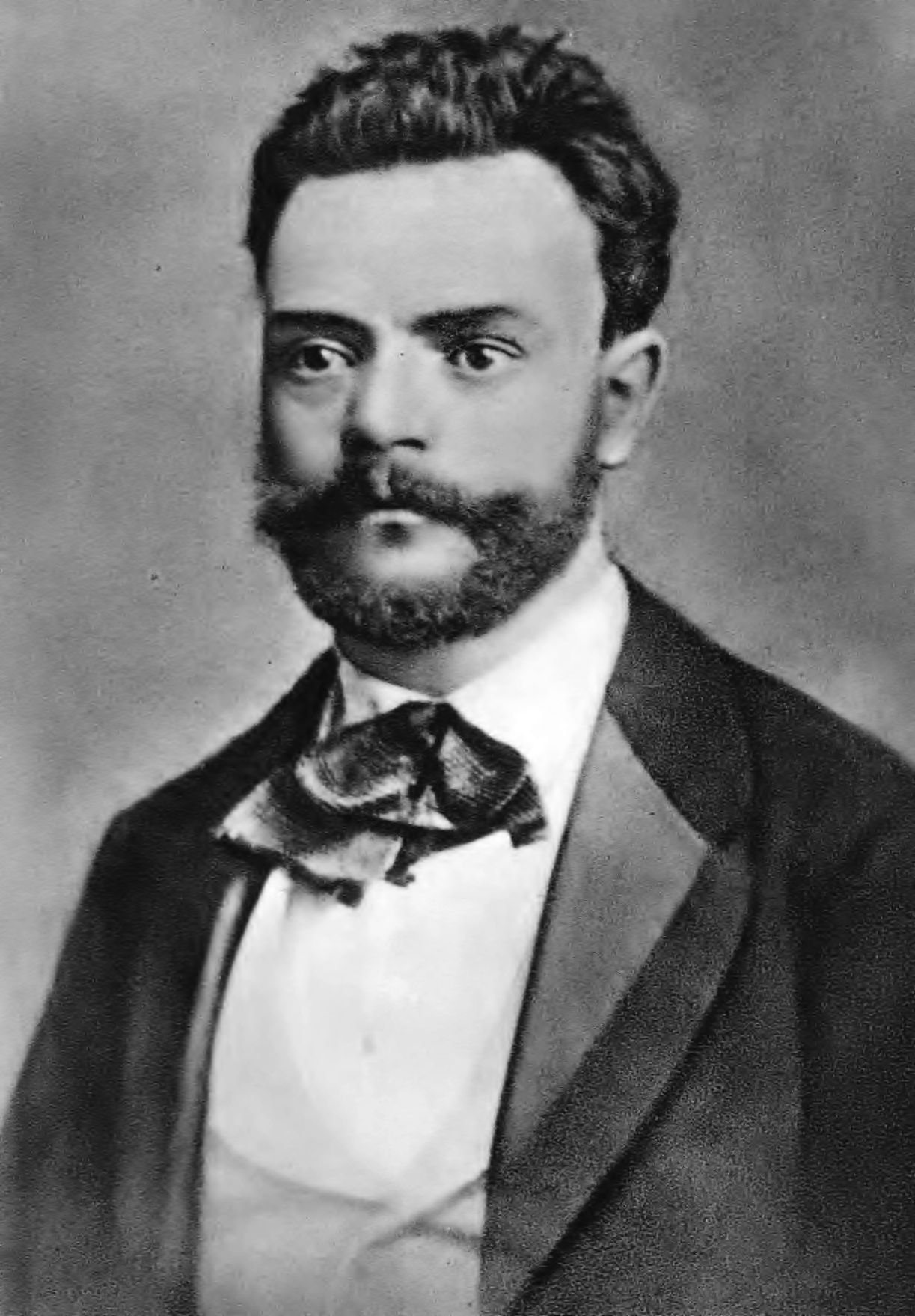
Antonín Dvořák, compositor de la obra, en 1870.

Antonín Dvořák compuso su Concierto para piano desde finales de agosto hasta el 14 de septiembre de 1876. Su versión autógrafa contiene muchas correcciones, tachaduras, cortes y adiciones, la mayor parte de las cuales se realizaron en la parte de piano. La obra se estrenó en Praga el 24 de marzo de 1878, con la orquesta del Teatro Provisional dirigida por Adolf Čech y con el pianista Karel Slavkovsky.
Mientras trabajaba en el concierto, el propio Dvořák se dio cuenta de que no había creado una pieza virtuosa en la que el piano confrontara con la orquesta. Escribió: «Veo que no puedo escribir un concierto para un virtuoso; debo pensar en otras cosas». Lo que compuso, en cambio, fue un concierto sinfónico en el que el piano juega un papel principal en la orquesta, en lugar de oponerse a ella.

## Estructura y partitura
El concierto está compuesto para dos flautas, dos oboes, dos clarinetes, dos fagotes, dos trompas, dos trompetas, timbales y cuerdas. Consta de tres movimientos:
1. Allegro agitato (18 minutos aproximadamente)
2. Andante sostenuto en re mayor (9 minutos aproximadamente)
3. Allegro con fuoco: sol menor → solmayor (11 minutos aproximadamente)

Una interpretación típica de la obra dura entre 38 y 40 minutos.

## Legado
En un esfuerzo por mitigar los pasajes incómodos y ampliar la gama de sonoridades del pianista, el pianista y pedagogo checo Vilém Kurz emprendió una extensa reescritura de la parte solista; la revisión de Kurz se realiza con frecuencia en la actualidad.
El concierto fue defendido durante muchos años por el célebre pianista checo Rudolf Firkušný, quien lo interpretó con muchos directores y orquestas diferentes de todo el mundo antes de su muerte en 1994. Una vez que fue alumno de Kurz, Firkušný interpretó la parte revisada en solitario durante gran parte de su vida, girando hacia la partitura original de Dvořák más adelante en su carrera concertante.
Al hablar de la música para piano de Franz Liszt, el pianista Leslie Howard, que la ha grabado al completo, señala: «... no hay nada en Liszt que sea tan difícil de tocar como el Concierto para piano de Dvořák, una magnífica pieza de música, pero uno de los fragmentos de escritura para piano más torpes jamás impresos».